# Leptophlebia pacifica
Leptophlebia pacifica är en dagsländeart som först beskrevs av Mcdunnough 1933.  Leptophlebia pacifica ingår i släktet Leptophlebia och familjen starrdagsländor. Inga underarter finns listade i Catalogue of Life.